# تصوير مجرى البول الراجع
تصوير مجرى البول الراجع هو إجراء إشعاعي روتيني (غالبًا ما يُستخدم عند الذكور) يُستخدم لتصوير سلامة مجرى البول. وبالتالي، فإن تصوير مجرى البول الراجع يُعد ضروريًا لتشخيص إصابة مجرى البول أو ضيق مجرى البول.

## الاستخدامات
بعض الدواعي لإجراء تصوير مجرى البول الراجع تشمل: ضيق مجرى البول، إصابة مجرى البول، ناسور مجرى البول والتشوهات الخلقية في الإحليل.
لا توجد موانع مطلقة لإجراء تصوير مجرى البول الراجع، لكن هناك بعض الموانع النسبية مثل: الحساسية تجاه مواد التباين، العدوى الحادة في المسالك البولية، أو التداخلات الحديثة في مجرى البول.

## الإجراء
يمكن استخدام مادة تباين منخفضة الأسمولية بتركيز يتراوح بين 200 إلى 300 مللجرام/مل وبحجم 20 مل. تسخين مادة التباين قبل إدخالها في الإحليل قد يساعد على تقليل احتمالية حدوث تشنج في العاصرة الإحليلية الخارجية.
يستلقي المريض على ظهره. يُوصَل بقسطرة بولية من مقاس 8 فر إلى محقنة سعة 50 مل. تُزال فقاعات الهواء من القسطرة والمحقنة. يتم إدخال طرف القسطرة في الإحليل باستخدام تقنية معقمة حتى تصل إلى الحُفْرَة الزُّرَقِيَّة، وهي تقع قريبًا من فتحة الإحليل داخل الحشفة. يُنفخ بالون القسطرة بـ 2 إلى 3 مل من الماء لتثبيت القسطرة وإغلاق فتحة مجرى البول، مما يمنع تسرب مادة التباين من القضيب. تُحقن مادة التباين من المحقنة ويُستخدم التنظير الفلوري لرؤية مسار المادة داخل القضيب. تُسحب القسطرة بلطف لتمديد القضيب فوق الفخذ على نفس الجهة لمنع تراكب الأنسجة في الإحليل الخلفي. تُلتقط صور ثابتة بزاوية 30 إلى 45 درجة لرؤية الإحليل الإسفنجي (الإحليل القضيبي) بالكامل.
إذا لم توجد موانع لإدخال القسطرة البولية بشكل كامل، مثل وجود ممر خاطئ أو تضيق، فيُستحسن إدخال القسطرة إلى المثانة البولية لإجراء تصوير المثانة ومجرى البول أثناء التبول لرؤية الإحليل البروستاتي والإحليل الغشائي. كما يمكن ملء المثانة بمادة التباين دون إدخال القسطرة بالكامل (طرف القسطرة داخل الإحليل فقط) إذا كان المريض قادرًا على إرخاء عنق المثانة للسماح بدخول المادة إليها.
إذا كان هناك اشتباه في إصابة مجرى البول، فيجب إجراء تصوير مجرى البول الراجع قبل محاولة إدخال القسطرة البولية إلى المثانة. وإذا وُجد فيجب وضع قسطرة فوق العانة.

## المضاعفات
من بين المضاعفات المحتملة: عدوى المسالك البولية، إصابة مجرى البول، ودخول مادة التباين إلى الأوعية الدموية (وهو ما يُعرف بالـ (بالإنجليزية: intravasation )‏) في حال تم استخدام ضغط مفرط لتجاوز التضيق.